# Vibrissea filisporia
Vibrissea filisporia är en svampart. Vibrissea filisporia ingår i släktet Vibrissea och familjen Vibrisseaceae.  Arten är reproducerande i Sverige.

## Underarter
Arten delas in i följande underarter:
- boudieri
- fiscella
- gigantospora
- filisporia